# 夢童由里子
夢童 由里子（むどう ゆりこ、1944年3月14日 - 2015年3月21日）は、日本の人形作家、造形作家、アートプロデューサー、コラムニスト。京都市出身。京都市立芸術大学卒業。
西陣織を使った衣装と、大陸的な和洋折衷の作風が特徴である。人形以外にも石像、ブロンズ像、金属・コンクリートを使った屋外彫刻などの作品も手がけ、造形作家としても幅が広い。企業顧問、アドバイザー、客員教授などを務め、講演回数も多数に上った。

## 来歴
- 人形作家として国内外において作品展など、多様な創作活動を行なっていた。「曽根崎心中」｢平家物語」など古典から題材取った作品も多い。北名古屋市文化勤労会館のホール全体を使用した、大型のコンピュータ制御のからくり人形「天空の春」をはじめ、モニュメント形態を採った、からくり人形を中心に作品を発表、日本各地に設置されている。2005年日本国際博覧会（愛・地球博）に設置された、からくりモニュメント「日本の塔・月」は、当初より恒久保存作品として企画され、現在も愛・地球博記念公園で見ることができる。
- 2005年、愛・地球博「世界の子どもが描く3万点の絵画」の展示。2007年、サラゴサ万博、2008年、知的障害者のスペシャルオリンピックスin上海でも展示。上海万博など各地において、世界の子どもが描く絵画の展示、イベントを開催した。2007年「NPO法人ドリーム・コンプレックス」を設立した。芸術・文化を通じた世界交流、愛・地球博の理念を継承するプロジェクトを進めた。
- 日本史、特に尾張藩に造詣が深く、それをテーマとした作品集も出版されている。また名古屋城「本丸御殿復元運動」においても、1994年に市民団体「本丸御殿フォーラム」（現・「名古屋城文化フォーラム」）を設立。初代尾張藩主徳川義直の正室春姫の輿入れを再現した「春姫道中」を企画した。1995年の第1回以来、例年沿道の大津通が多くの見物客で賑わう人気行事となっている。「名古屋城文化フォーラム」運営の中心的存在として活動するなど、御殿復元の前進に大きく貢献していた。
- 2015年3月21日、心不全のため死去[1]。71歳没。
- 父は国文学者の野間光辰。

## 主な著書
- 夢童由里子の世界―尾張徳川をんなの群像 （1989年）